# Назайкинская, Полина Сергеевна
Полина Сергеевна Назайкинская — российский и американский композитор.

## Биография
Родилась в 1987 году в городе Тольятти. Родственница музыковеда Е. В. Назайкинского, математика В. Е. Назайкинского. Училась в Музыкальной академической гимназии Тольятти, которую окончила с отличием по классу флейты, скрипки и фортепиано. Обучалась Тольяттинском музыкальном училище по классу скрипки (педагог — Лариса Магерамова). Участвовала в сессиях Молодежного симфонического оркестра Поволжья и фестивале «Классика OPEN FEST» как скрипачка и композитор. Переехала в Москву в 2004 году, окончила Академический музыкальный колледж при Московской консерватории по классу скрипки у В. М. Иванова, классу композиции у К. К. Баташова. Окончила с отличием магистерскую программу Школы Музыки Йельского университета, где занималась композицией под руководством Кристофера Теофанидиса и Эзры Ладермана.
Лауреат многочисленных музыкальных конкурсов в России и США. В 2010 году получила приз зрительских симпатий на онлайн-конкурсе композиторов YouTube за произведение «Зимние колокола», которое было исполнено 9 сентября 2010 года в концертном зале им. Чайковского Российским национальным оркестром под управлением Теодора Курентзиса. В 2015 году получила стипендию Чарльза Айвза, стипендию Paul and Daisy Soros Fellowship в 2015 году.
Её сочинения исполнялись многочисленными ансамблями и оркестрами США и России, в том числе Российским Национальным Оркестром, оркестром Миннесоты, оркестром Метрополитэн Симфони, оркестром Йельской филармонии, Молодёжным оркестром России, оркестром Омской филармонии, Филармонией Св. Олафа, Оркестром Армии США, а также оркестром и хором Государственного Эрмитажа, она сотрудничала со многими выдающимися дирижёрами, включая Осмо Вянскя, Теодора Курентзиса, Фабио Мастранджело, и Ханну Линту.